# NGC 6572
NGC 6572 (другое обозначение — PK 34+11.1) — планетарная туманность в созвездии Змееносец.
Этот объект входит в число перечисленных в оригинальной редакции «Нового общего каталога».